# Monanthotaxis barteri
Monanthotaxis barteri (Baill.) Verdc. – gatunek rośliny z rodziny flaszowcowatych (Annonaceae Juss.). Występuje naturalnie w południowym Senegalu, w Gwinei Bissau, Gwinei, Sierra Leone, Liberii, Wybrzeżu Kości Słoniowej, Ghanie, południowej części Nigerii, w Republice Środkowoafrykańskiej oraz Gabonie. 

## Morfologia
PokrójZimozielony krzew dorastające do 2 m wysokości.
LiścieMają kształt od podłużnie eliptycznego do odwrotnie jajowato eliptycznego. Mierzą 4,5–14 cm długości oraz 1,5–4,5 cm szerokości.
KwiatySą pojedyncze lub zebrane w pary, rozwijają się w kątach pędów. Płatki mają żółtą barwę.
OwoceZebrane w owoc zbiorowy. Mają czerwoną barwę i są gładkie. Osiągają 20–45 mm długości i 6–8 mm szerokości.

## Biologia i ekologia
Rośnie na skrajach lasu, w wiecznie zielonych lasach.